# Pyotr Yakovlevich Strepukhov
Pyotr Yakovlevich Strepukhov (tiếng Nga: Пётр Я́ковлевич Стрепухо́в; 1889 - 1945), một tài liệu ghi tên đầy đủ của ông là Pyotr Vasilyevich Strepukhov (tiếng Nga: Пётр Васильевич Стрепухов), là một chỉ huy kỵ binh Hồng quân Liên Xô người Cossack sông Don, hàm Thiếu tướng (1942). Ông từng tham gia Thế chiến thứ nhất, Nội chiến Nga và Chiến tranh Vệ quốc Vĩ đại. Ông là thành viên của CPSU (b) từ năm 1925.

## Tiểu sử
Pyotr Strepukhov sinh năm 1889 tại làng Semikarakorskaya (nay là thành phố Semikarakorsk) trong một gia đình Cossack. Từng tham gia Thế chiến thứ nhất, Trong cuộc Nội chiến, ông chỉ huy một trung đội, phân đội và trung đoàn kỵ binh 19 của sư đoàn kỵ binh 4, tiền thân quân đoàn kỵ binh Đỏ đầu tiên của Budyonny, và sau đó là Tập đoàn quân kỵ binh Đỏ số 1. Vì thành tích trong chiến đấu, Strepukhov được trao tặng Huân chương Cờ đỏ lần thứ nhất ngày 5 tháng 2 năm 1921, lần thứ hai ngày 12 tháng 12 năm 1921. Theo ghi nhận trong danh sách giải thưởng, được bổ sung trong Chiến tranh Vệ quốc Vĩ đại, trong Nội chiến, Strepukhov đã bị cả thảy 26 vết thương.
Ngày 22 tháng 2 năm 1930, Strepukhov tiếp tục được trao tặng Huân chương Cờ đỏ thứ ba.
Strepukhov bắt đầu cuộc Chiến tranh Vệ quốc Vĩ đại với quân hàm Đđại tá. Với sự tình nguyện nhập ngũ của hàng trăm thanh niên Cossack, Strepukhov được giao nhiệm vụ thành lập một sư đoàn Cossack tại thành phố Salsk, vùng Rostov. Ngày 1 tháng 10 năm 1941, Sư đoàn kỵ binh tình nguyện Cossack sông Don số 1 được thành lập và ông được bổ nhiệm làm chỉ huy đầu tiên của đơn vị này. Ngày 26 tháng 1 năm 1942, nó được đổi tên thành Sư đoàn kỵ binh Cossack sông Don 116. Tháng 5 năm 1942, nó được biên chế vào Quân đoàn kỵ binh Cossack 17, với người chỉ huy đầu tiên là một cựu binh của Tập đoàn quân kỵ binh 1, Thiếu tướng Maleyev. Strepukhov vẫn là chỉ huy sư đoàn cho đến ngày 15 tháng 5 năm 1942, khi Thiếu tướng Sharaburko được bổ nhiệm làm chỉ huy trưởng. Strepukhov trở thành phó chỉ huy tác chiến của sư đoàn. Ngày 27 tháng 8 năm 1942, sư đoàn nhận được danh hiệu Cận vệ và được đổi tên thành Sư đoàn kỵ binh Cận vệ số 12 Cossack sông Don.
Theo Nghị định của Hội đồng Dân ủy Liên Xô số 1618 ngày 1 tháng 10 năm 1943, Đại tá Cận vệ P.Ya. Strepukhov được phong quân hàm "Thiếu tướng Cận vệ".
Tháng 11 năm 1942, Sharaburko bị thương, và Strepukhov một lần nữa là chỉ huy sư đoàn.
Ngày 19 tháng 11 năm 1942, theo lệnh của Đại bản doanh Bộ Tổng tư lệnh tối cao, Quân đoàn kỵ binh Cận vệ 5 Cossack sông Don được thành lập, thuộc Cụm tác chiến Bắc Kavkaz của Phương diện quân Zakavkaz, trong khu vực Kizlyar, với biên chế gồm các sư đoàn cận vệ Cossack sông Don 11 (chỉ huy: Thiếu tướng Gorshkov) và 12 (chỉ huy: Thiếu tướng Strepukhov), cùng sư đoàn kỵ binh 63 (chỉ huy: Lữ đoàn trưởng Beloshnichenko). Thiếu tướng Selivanov, người trước đó đã xuất sắc trong Chiến dịch Kavkaz, được bổ nhiệm làm tư lệnh quân đoàn.
Cuối tháng 12 năm 1942, Strepukhov bị ốm và được đưa đi điều trị. Sau khi bình phục, do sức khỏe kém, ông được bổ nhiệm làm thanh tra kỵ binh của Phương diện quân Bắc Kavkaz. Ông được tặng thưởng Huân chương Chiến tranh Vệ quốc hạng 1 vào ngày 28 tháng 7 năm 1943.
Năm 1945, ông bị loại ngũ vì bệnh tật. Ông qua đời tại Moskva trong cùng năm đó.

## Giải thưởng
- 3 Huân chương Cờ đỏ (05/02/1921,[5] 01/10/1921, 22/02/1930)
- Huân chương Chiến tranh Vệ quốc hạng 1 (17/06/1943[6])